# Старогутська дача
Заповідне урочище «Старогутська дача» (втрачена) — об'єкт природно-заповідного фонду, що був оголошений рішенням Сумського Облвиконкому № 456 від 28.07.1970 року на землях Середино-Будського лісгоспзагу (Середино-Будське лісництво, квартал 94). Адміністративне розташування — Середино-Будський район, Сумська область.

## Характеристика
Площа — 41 га. 
Об’єкт на момент створення був унікальним сосновими насадженнями, віком 83 роки.

## Скасування
Рішенням Сумської обласної ради № 227 10.12.1990 року статус пам'ятки заповідного урочища «Старогутська дача» був скасований. Скасування статусу відбулося з приводу входження урочища до складу державного ландшафтного заказника «Старогутський».
Вся інформація про створення об'єкту взята із текстів зазначених у статті рішень обласної ради, що надані Державним управлянням екології та природних ресурсів Сумської  області Всеукраїнській громадській організації «Національний екологічний центр України» . .